# Jakob Wundt
Jakob Daniel Wundt (* 1787 in Heidelberg; † 31. Oktober 1844 ebenda) war ein deutscher Verwaltungsbeamter.

## Leben
Jakob Daniel Wundt, Sohn des Heidelberger Professors für Kirchengeschichte Daniel Ludwig Wundt, studierte Rechtswissenschaften an der Ruprecht-Karls-Universität Heidelberg. 1809 wurde er Mitglied der oberrheinischen Landsmannschaft. 1810 wurde er Rechtspraktikant, unter anderem beim Amt Unterheidelberg und beim Landamt Heidelberg. Nach bestandener Prüfung beim Direktorium des Pfinz- und Enzkreises diente er von 1813 bis 1816 als Stabskapitän im 7. Landwehrbataillon. Nach kurzzeitigen Verwendungen zu Beginn des Jahres 1819 als Assessor beim Oberamt Pforzheim und als Amtsverweser beim Bezirksamt Neckargemünd wurde er Ende Mai 1819 zum Amtmann und Amtsvorstand des Bezirksamts Schopfheim ernannt. 1821 wechselte er als Amtsvorstand zum Amt Bretten und 1823 als Oberamtmann und Amtsvorstand zum Bezirksamt Müllheim. Von 1826 bis 1832 war er Stadtdirektor und Amtsvorstand des Stadtamts Mannheim. Von dort wechselte er als Amtsvorstand zum Oberamt Bruchsal. Zuletzt war er von 1836 bis zu seiner Pensionierung 1844 Amtsvorstand des Bezirksamts Ettlingen.

## Auszeichnungen
- Ritterkreuz des Ordens vom Zähringer Löwen, 1826